# Prosimulium mysticum
Prosimulium mysticum är en tvåvingeart som beskrevs av Peterson 1970. Prosimulium mysticum ingår i släktet Prosimulium och familjen knott. Inga underarter finns listade i Catalogue of Life.